# Carl Fredrik Sandberg
Carl Fredrik Sandberg, född 18 december 1810 i Helsingborgs stadsförsamling, Malmöhus län, död 7 oktober 1870 i Hedvig Eleonora församling, Stockholms stad, var en svensk tenorbasunist vid Kungliga hovkapellet. Han var även trumpetare vid Livgardet.

## Biografi
Carl Fredrik Sandberg föddes 18 december 1810. Han gifte sig 25 maj 1836 med Göthilda Carolina Raphael. Sandberg anställdes 1 september 1836 som basbasunist vid Kungliga hovkapellet i Stockholm och slutade 1 januari 1863.